# Boreostaura
Boreostaura är ett släkte av fjärilar. Boreostaura ingår i familjen tandspinnare.
Kladogram enligt Catalogue of Life:
| Boreostaura | \| \| Boreostaura costalis \| \| \| \| \| \| Boreostaura variabilis \| \| \| \| \| \| Boreostaura vittata \| \| \| \| |
|             | \| \| Boreostaura costalis \| \| \| \| \| \| Boreostaura variabilis \| \| \| \| \| \| Boreostaura vittata \| \| \| \| |
|             | Boreostaura costalis                                                                                                  |
|             | |
|             | Boreostaura variabilis                                                                                                |
|             | |
|             | Boreostaura vittata                                                                                                   |
|             | |